# Caspar Goebel

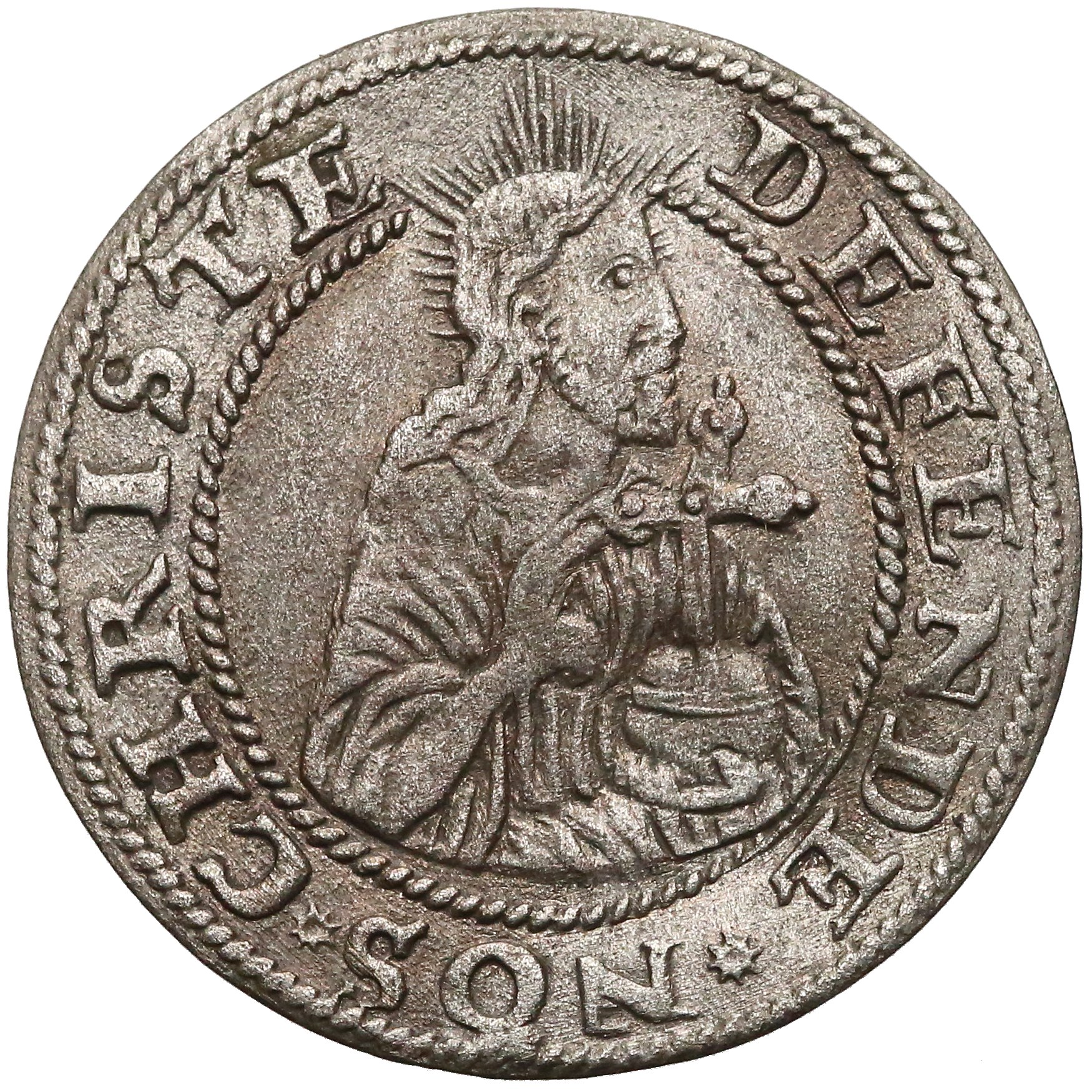
Groschen, 1577, während der Belagerung Danzigs

Caspar Goebel (* um 1535; † nach 1605) war ein deutscher Unternehmer und Münzmeister in Danzig und Marienburg.

## Leben und Wirken

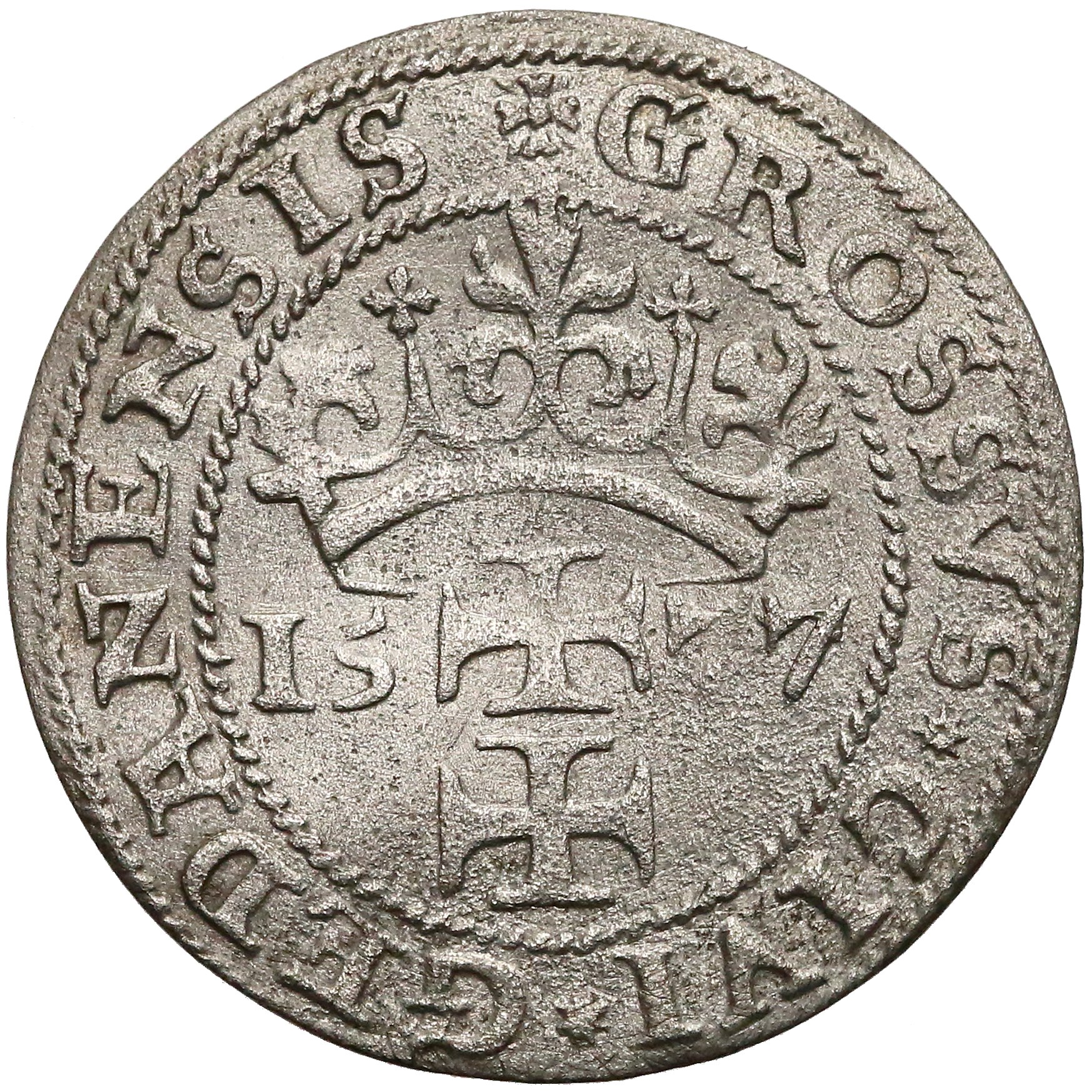
Groschen, 1577, Rückseite

Caspar Goebel stammte aus Löbenicht bei Königsberg. Der Vater Hans Goebel war kaiserlicher und herzoglich-preußischer Offizier, sein Bruder Severin wurde Leibarzt in Königsberg, der Bruder Hans Münzmeister. Caspar Goebel war zunächst auch in Königsberg tätig und kaufte um 1563 ein Münzwalzwerk aus England für Herzog Albrecht, wofür er 680 Taler erhielt.
1563 erhielt er das Danziger Bürgerrecht. Dort war er vor allem als Kaufmann tätig, der mit Getreide und anderen Waren handelte. Außerdem betrieb er Finanzgeschäfte. Caspar Goebel wurde Sprecher der Dritten Ordnung (mittlere Bürgerschaft) und Führer einer gnesiolutherischen Gruppe, die gegen eine liberalere (kryptocalvinistische) Konfessionsorientierung des Stadtrats opponierte. 1576 wurde er Mitglied des zwölfköpfigen Kriegsrats der Stadt, nachdem diese die Anerkennung des neuen polnischen Königs Stephan Bathory verweigert hatte. Vom 22. Juni bis 23. August 1577 betrieb Caspar Goebel mit seinem Bruder Hans eine Münzpresse während der Belagerung der Stadt, die erstmals seit längerer Zeit wieder eigene Münzen prägte. Dieses waren Taler, Groschen und Schillinge mit einer ausgezeichneten Prägequalität und hohem Münzwert. Danach wurde ihnen die Konzession entzogen, da sie mehr Münzen als vereinbart geprägt hatten.
Caspar Goebel nahm im Juni 1577 brieflichen Kontakt zu König Frederik II. von Dänemark auf und bot ihm die Übernahme der Stadt Danzig an. In späteren Briefen stellte er eine Unterstützung des Münzwesens in Dänemark in Aussicht. Anfang 1578 erhielten die Brüder Caspar und Hans Goebel vom polnischen König Stephan Bathory nach dessen Eroberung der Stadt wieder das Privileg zur Münzprägung für 30 Jahre.
Ende 1578 reiste Caspar Goebel nach Dänemark, offenbar mit einem Münzwalzwerk, und wies den dortigen Münzmeister in seine Kenntnisse ein. Mitte 1579 kehrte er nach Danzig zurück. 1580 wurde er wegen Mordanklage eingekerkert und kam erst 1585 wieder frei. Sein Bruder Hans betrieb in dieser Zeit offenbar die Münzpresse allein weiter. Dieser starb 1588.
Seit 1592 war Caspar Goebel Münzmeister in Marienburg, auf Anweisung des polnischen Königs. Später wurde er dort auch Vogt. In Marienburg organisierte er ebenfalls gnesiolutherische Proteste gegen den Rat und rief damit viel Verärgerung bei diesem hervor. 1605 wurde Goebel letztmals als lebend erwähnt.